# Opálkoronás tangara
Az opálkoronás tangara (Tangara callophrys)  a madarak osztályának verébalakúak (Passeriformes) rendjébe és a tangarafélék (Thraupidae) családjába tartozó  faj.
Magyar neve forrással nincs megerősítve, lehet, hogy az angol Opal-crowned tanager fordítása csak.

## Rendszerezése
A fajt Jean Cabanis német ornitológus írta le 1849-ben, a Hypothlypis  nembe Hypothlypis callophrys néven.

## Előfordulása
Dél-Amerika északnyugati részén, Bolívia, Brazília, Kolumbia, Ecuador és Peru területén honos. Természetes élőhelyei a szubtrópusi és trópusi síkvidéki esőerdők, valamint ültetvények. Állandó, nem vonuló faj.

## Megjelenése
Testhossza 14 centiméter, testtömege 21–24 gramm.

## Életmódja
Gyümölcsökkel és rovarokkal táplálkozik.

## Természetvédelmi helyzete
Az elterjedési területe rendkívül nagy, egyedszáma viszont csökken, de még nem éri el a kritikus szintet. A Természetvédelmi Világszövetség Vörös listáján nem fenyegetett fajként szerepel.